# Julienne Simpson

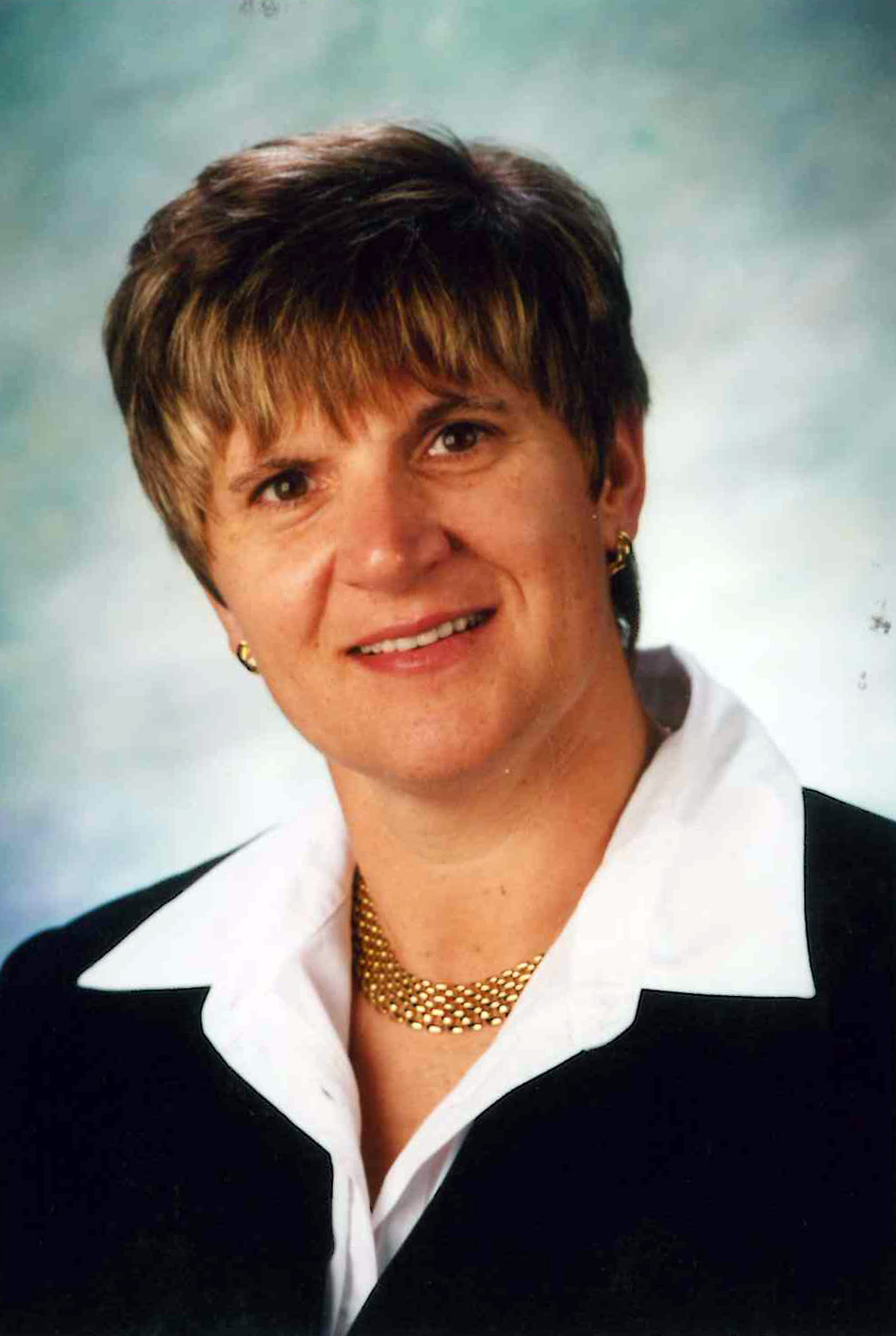
Julienne Simpson

Julienne Simpson, född den 20 januari 1953 i Elizabeth, New Jersey, är en amerikansk basketspelare som tog tog OS-silver 1976 i Montréal. Detta var första gången damerna fick delta i baskettävlingarna vid olympiska sommarspelen, och således USA:s första OS-medalj i dambasket. Hon har bland annat spelat för Arizona St. S. Devils.